# Pero scitaria
Pero scitaria là một loài bướm đêm trong họ Geometridae.